# Учуватов, Тихон Яковлевич
Тихон Яковлевич Учуватов (22 августа 1877— 1933) — член I Государственной Думы от Тамбовской губернии, беспартийный.

## Биография
Родился в 1877 году в селе Стандрово Темниковского уезда Тамбовской губернии (в настоящее время — Теньгушевского района Республики Мордовия) в крестьянской и, судя по всему, зажиточной семье. Обучен грамоте на дому. Воинскую повинность отбывал на флоте. Участвовал в русско-японской войне.  Кок на эскадренном броненосце «Пересвет». За отличие, проявленное 27 января 1904 года при защите крепости Порт-Артур, награждён Военным орденом Святого Георгия 4 степени.
Выйдя в запас, вернулся на родину. Занимался земледелием, был сельским старостой с. Стандрово, волостным старшиной Стандровской волости.
29 марта 1906 избран в Государственную думу I созыва от общего состава выборщиков Тамбовского губернского избирательного собрания. Беспартийный. Подписал заявление депутатов от Тамбовской губернии по поводу доклада об отмене выборов по Тамбовской губернии.
В 1913 году продолжал служить волостным старшиной Стандровской волости.
Умер в 1933 году, похоронен на сельском кладбище в селе Стандрово.

### Рекомендуемые источники
- Буланова Л. В., Токарев Н. В. Представители тамбовского крестьянства - депутаты Государственной думы I-IV созывов // Общественно-политическая жизнь российской провинции XX века. Тамбов, 1991. В. 2;
- Земцев Л. И. Крестьяне Центрального Черноземья в Государственной думе I созыва // Крестьяне и власть. Тамбов, 1995.

### Архивы
- Российский государственный исторический архив. Фонд 1278. Опись 1 (1-й созыв). Дело 51. Лист 55, 63, 92-109; Фонд 1327. Опись 1. 1905 год. Дело 141. Лист 40 оборот; Дело 144. Лист 67.